# Gert Vallon

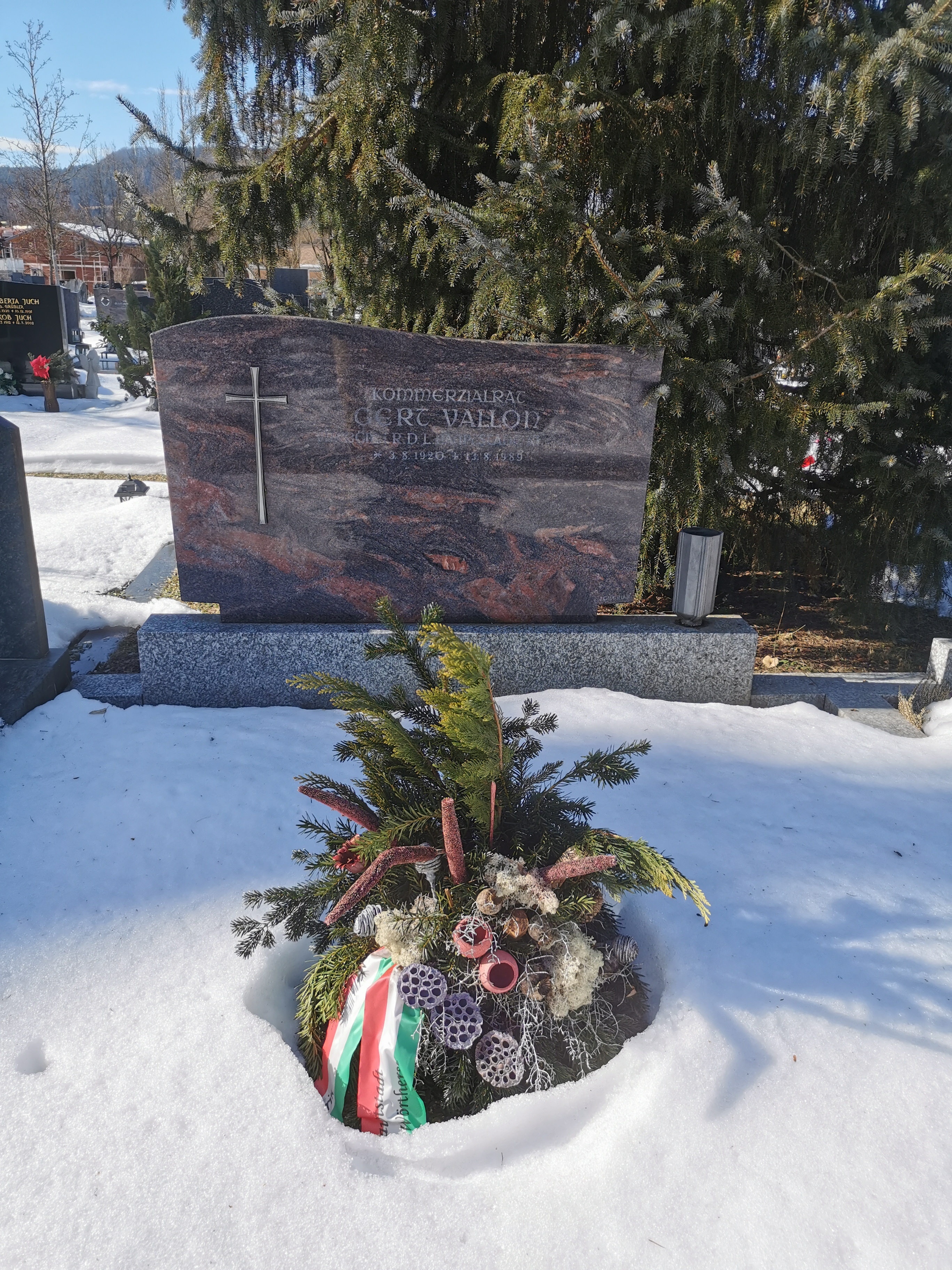
Gert Vallons Grab am Friedhof Stein-Viktring

Gert Vallon (* 3. August 1920 in Klagenfurt; † 13. August 1989 ebendort) war ein österreichischer Politiker (FPÖ). Von 1973 bis 1979 war er Vizebürgermeister der Landeshauptstadt Klagenfurt am Wörthersee.

## Biographie
Von 1945 bis 1973 hatte die SPÖ durchgehend den Klagenfurter Bürgermeister gestellt, zuletzt den seit 1957 im Amt befindlichen Hans Ausserwinkler. Anfang der 1970er-Jahre verlor die Partei aufgrund einer umstrittenen Gemeindereform und der in weiten Teilen der Bevölkerung als zu „slowenenfreundlich“ betrachteten Haltung des Landeshauptmannes Hans Sima (vgl. Ortstafelsturm) an Rückhalt. Profiteur dieser Entwicklung war das sogenannte Dritte Lager, repräsentiert durch die FPÖ. Bei den Wahlen des Jahres 1973 konnte die FPÖ deutliche Zugewinne verbuchen. Zwar war die SPÖ trotz deutlicher Verluste noch stärkste Kraft, hatte aber ihre absolute Mehrheit verloren. Daraus eröffnete sich für den ÖVP-Kandidaten Leopold Guggenberger die Möglichkeit, eine Koalition ohne die SPÖ zu bilden, welche bis 2001 ununterbrochen Bestand haben sollte. Somit wurde der FPÖ-Kandidat Gert Vallon zum ersten Vizebürgermeister der Freiheitlichen in Klagenfurt. Er hatte das Amt bis zu den Wahlen des Jahres 1979 inne, bei welchen die FPÖ mehr als die Hälfte ihres Stimmenanteils und auch den Vizebürgermeisterposten verlor. 
Gert Vallon stand deutschnationalen Kreisen nahe und trat als Redner bei einschlägigen Gedenkveranstaltungen wie dem Ulrichsbergtreffen auf. 1985 verlieh ihm die Ortsgruppe Wiesbaden (seit 1930 Partnerstadt Klagenfurts) der Hilfsgemeinschaft auf Gegenseitigkeit der Angehörigen der ehemaligen Waffen-SS den Ehrenschild der Vereinigung.